# Heliconia nickeriensis
Heliconia nickeriensis là một loài thực vật có hoa trong họ Heliconiaceae. Loài này được Maas & de Rooij mô tả khoa học đầu tiên năm 1979.